# Форум-чек
Форум-чек, нем. Forumscheck — обиходное наименование валютных чеков внешнеторговой компании «Форум» (нем. Forum Aussenhandelsgesellschaft m.b.H.), которые использовались в ГДР для оплаты в магазинах, торговавших зарубежными товарами повышенного спроса (Intershop).
В ГДР существовала система, аналогичная советской и другим странам СЭВ: заработанная иностранная валюта подлежала обязательному обмену на марки ГДР, однако часть суммы можно было получить в чеках «Форум» и истратить в соответствующих магазинах. Чеки можно было обменять в банке на марки ГДР, однако обратный обмен не предусматривался.
Чеки выпускались номиналами в 50 пфеннигов, 1, 5, 10, 50, 100 и 500 марок. Сдачу с сумм, меньших 1 марки, обычно давали шоколадными конфетами или леденцами.
| Лицевая сторона                      | Оборотная сторона                  | Размеры     |
| ------------------------------------ | ---------------------------------- | ----------- |
| 50-Pfennig-Forumscheck (Vorderseite) | 50-Pfennig-Forumscheck (Rückseite) | 110 × 49 mm |
| 1-Mark-Forumscheck (Vorderseite)     | 1-Mark-Forumscheck (Rückseite)     | 115 × 52 mm |
| 5-Mark-Forumscheck (Vorderseite)     | 5-Mark-Forumscheck (Rückseite)     | 122 × 55 mm |
| 10-Mark-Forumscheck (Vorderseite)    | 10-Mark-Forumscheck (Rückseite)    | 127 × 58 mm |
| 50-Mark-Forumscheck (Vorderseite)    | 50-Mark-Forumscheck (Rückseite)    | 134 × 61 mm |
| 100-Mark-Forumscheck (Vorderseite)   | 100-Mark-Forumscheck (Rückseite)   | 140 × 61 mm |
| 500-Mark-Forumscheck (Vorderseite)   | 500-Mark-Forumscheck (Rückseite)   | 141 × 67 mm |